# Руцяне-Нида (гміна)
Гміна Руцяне-Нида (пол. Gmina Ruciane-Nida) — місько-сільська гміна у північній Польщі. Належить до Піського повіту Вармінсько-Мазурського воєводства.
Станом на 31 грудня 2011 у гміні проживало 8508 осіб.

## Територія
Згідно з даними за 2007 рік площа гміни становила 357.74 км², у тому числі:
- орні землі: 12.00%
- ліси: 71.00%

Таким чином, площа гміни становить 20.14% площі повіту.

## Населення
Станом на 31 грудня 2011:
| Опис     | Загалом | Загалом | Чоловіки | Чоловіки | Жінки | Жінки |
| -------- | ------- | ------- | -------- | -------- | ----- | ----- |
| одиниця  | осіб    | %       | осіб     | %        | осіб  | %     |
| все      | 8508    | 100     | 4219     | 49.59    | 4289  | 50.41 |
| міське   | 4785    | 100     | 2343     | 48.97    | 2442  | 51.03 |
| сільське | 3723    | 100     | 1876     | 50.39    | 1847  | 49.61 |

## Сусідні гміни
Гміна Руцяне-Нида межує з такими гмінами: Міколайкі, Пецкі, Піш, Розоґі, Свентайно.